# Wilhelm Schmidhuber
Wilhelm Schmidhuber (Munique, 23 de Novembro de 1898 - Munique, 1965) foi um comerciante e político bávaro, ligado após a Segunda Guerra Mundial ao Partido da Baviera (Bayernpartei ou BP). Durante a Segunda Guerra Mundial foi cônsul de Portugal em Munique. Apesar de ter sido oficial das forças de defesa da Alemanha Nazi, foi preso, acusado de infrações aduaneiras e fiscais, tendo passado parte da Guerra na prisão.